# Fallopia
Genre
Fallopia est un genre de plantes de la famille des Polygonaceae. Ce sont des plantes grimpantes, herbacées, semi-ligneuses ou ligneuses originaires de l'Eurasie et de l'est de l'Amérique du Nord, mais introduites et cultivées dans le reste du monde. La synonymie de certaines espèces avec les genres Reynoutria et Polygonum n'est pas clairement établie. Le nom de « Fallopia » provient de Gabriele Falloppio, également nommé Fallopius, un superintendant du jardin botanique de Padoue et un anatomiste parmi les fondateurs de l'anatomie moderne avec André Vésale et Eustache.

## Liste des espèces
Liste des espèces selon les jardins botaniques de Kew :
- Fallopia aubertii (L.Henry) Holub
- Fallopia baldschuanica (Regel) Holub
- Fallopia convolvulus (L.) Á.Löve
- Fallopia cristata (Engelm. & A.Gray) Holub
- Fallopia cynanchoides (Hemsl.) Haraldson
- Fallopia dentatoalata (F.Schmidt) Holub
- Fallopia dumetorum (L.) Holub
- Fallopia filipes (H.Hara) Holub
- Fallopia × heterocarpa (Beck) Doweld
- Fallopia koreana B.U.Oh & J.G.Kim
- Fallopia pterocarpa (Wall. ex Meisn.) Holub
- Fallopia scandens (L.) Holub
- Fallopia schischkinii Tzvelev

## Le genreReynoutria
Selon certaines sources, les espèces du genre Reynoutria sont incluses dans le genre Fallopia. En effet, selon l'avis de Ronse Decraene & Akeroyd de 1988, Reynoutria est une section de Fallopia.
Fallopia est composé de plantes grimpantes à l'inflorescence axillaire à axe simple, au périanthe charnu aux stigmates capités et aux pièces extérieures des fruits parfois ailées. Quant au genre Reynoutria, il est constitué de plantes non grimpantes à l'inflorescence axillaire à axe ramifié, au périanthe fin, aux stigmates flabellés et aux pièces extérieures des fruits non ailées,.
Liste des espèces incluses dans le genre Reynoutria selon les jardins botaniques de Kew :
- Reynoutria ciliinervis (Nakai) Moldenke
- Reynoutria compacta (Hook.fil.) Nakai - la Renouée compactée
- Reynoutria fargesii (Hance) T.Yamaz.
- Reynoutria multiflora (Thunb.) Moldenke, la Renouée de Chine
- Reynoutria japonica Houtt. - la Renouée du Japon
- Reynoutria sachalinensis (F.Schmidt) Nakai - la Renouée de Sakhaline
- Reynoutria xbohemica Chrtek & Chrtková, la Renouée de Bohême

## Le genrePolygonum
Le jardin botanique du Missouri suit en partie l'avis des Américains Francis Zika et Arthur Jacobson de 2003 qui placent l'ensemble des espèces du genre Fallopia, Reynoutria incluses, dans le genre Polygonum. En effet, ils estiment qu'il existe trop de traits morphologiques intermédiaires pour pouvoir le scinder en plusieurs groupes distincts.

## Synonymie
Les genres et la section suivants sont synonymes de Fallopia :
- Bilderdykia Dumort., 1827[1],[2]
- Helxine Raf., 1837 [nom. illeg.][1],[2]
- Polygonum sect. Tiniaria Meisn., 1826[1]
- Pleuropterus Turcz.[1],[2]
- Tiniaria (Meisn.) Rchb., 1837[1],[2]